# Алваро Обрегон (град Мексико)
Алваро Обрегон (шп. Álvaro Obregón) је градска општина града Мексика у Мексику, названа по мексичком револуционару Алвару Обрегону. Општина се налази на надморској висини од 2319 м.

## Становништво
Према подацима из 2010. у општини је живело 727.034 становника.

### Хронологија
| Година       | 2000                     | 2005                     | 2010                     |
| ------------ | ------------------------ | ------------------------ | ------------------------ |
| Становништво | 687020 (327431 / 359589) | 706567 (336625 / 369942) | 727034 (346041 / 380993) |

### Попис
| #   | Индикатор                                                                                        | Вредност |
| --- | ------------------------------------------------------------------------------------------------ | -------- |
| 1   | Становништво од 0 до 2 године                                                                    | 29724    |
| 2   | Мушко становништво од 0 до 2 године                                                              | 14982    |
| 3   | Женско становништво од 0 до 2 године                                                             | 14742    |
| 4   | Становништво са 3 и више година                                                                  | 688104   |
| 5   | Мушко становништво са 3 и више година                                                            | 326471   |
| 6   | Женско становништво са 3 и више година                                                           | 361633   |
| 7   | Становништво са 5 и више година                                                                  | 665947   |
| 8   | Мушко становништво са 5 и више година                                                            | 315117   |
| 9   | Женско становништво са 5 и више година                                                           | 350830   |
| 10  | Становништво са 12 и више година                                                                 | 587205   |
| 11  | Мушко становништво са 12 и више година                                                           | 275243   |
| 12  | Женско становништво са 12 и више година                                                          | 311962   |
| 13  | Становништво са 15 и више година                                                                 | 554173   |
| 14  | Мушко становништво са 15 и више година                                                           | 258472   |
| 15  | Женско становништво са 15 и више година                                                          | 295701   |
| 16  | Становништво са 18 и више година                                                                 | 518748   |
| 17  | Мушко становништво са 18 и више година                                                           | 240747   |
| 18  | Женско становништво са 18 и више година                                                          | 278001   |
| 19  | Становништво од 3 до 5 година                                                                    | 33098    |
| 20  | Мушко становништво од 3 до 5 година                                                              | 16915    |
| 21  | Женско становништво од 3 до 5 година                                                             | 16183    |
| 22  | Становништво од 6 до 11 година                                                                   | 67801    |
| 23  | Мушко становништво од 6 до 11 година                                                             | 34313    |
| 24  | Женско становништво од 6 до 11 година                                                            | 33488    |
| 25  | Становништво од 8 до 14 година                                                                   | 78416    |
| 26  | Мушко становништво од 8 до 14 година                                                             | 39695    |
| 27  | Женско становништво од 8 до 14 година                                                            | 38721    |
| 28  | Становништво од 12 до 14 година                                                                  | 33032    |
| 29  | Мушко становништво од 12 до 14 година                                                            | 16771    |
| 30  | Женско становништво од 12 до 14 година                                                           | 16261    |
| 31  | Становништво од 15 до 17 година                                                                  | 35425    |
| 32  | Мушко становништво од 15 до 17 година                                                            | 17725    |
| 33  | Женско становништво од 15 до 17 година                                                           | 17700    |
| 34  | Становништво од 18 до 24 године                                                                  | 88832    |
| 35  | Мушко становништво од 18 до 24 године                                                            | 42917    |
| 36  | Женско становништво од 18 до 24 године                                                           | 45915    |
| 37  | Женско становништво од 15 до 49 година                                                           | 210948   |
| 38  | Становништво са 60 и више година                                                                 | 79008    |
| 39  | Мушко становништво са 60 и више година                                                           | 33579    |
| 40  | Женско становништво са 60 и више година                                                          | 45429    |
| 41  | Однос између мушкараца и жена                                                                    | 90.83    |
| 42  | Становништво од нуле до 14 година                                                                | 163655   |
| 43  | Становништво од 15 до 64 године                                                                  | 500501   |
| 44  | Становништво од 65 година и више                                                                 | 53672    |
| 45  | Просечан број деце                                                                               | 1.87     |
| 46  | Становништво рођено у ентитету                                                                   | 582890   |
| 47  | Мушко становништво рођено у ентитету                                                             | 283877   |
| 48  | Женско становништво рођено у ентитету                                                            | 299013   |
| 49  | Становништво рођено у другом ентитету                                                            | 124238   |
| 50  | Мушко становништво рођено у другом ентитету                                                      | 52533    |
| 51  | Женско становништво рођено у другом ентитету                                                     | 71705    |
| 52  | Становништво од 5 година и више резидентно у ентитету у јуну 2005. године                        | 639620   |
| 53  | Мушко становништво старосног доба од 5 година и више, резидентно у ентитету у јуну 2005. године  | 303182   |
| 54  | Женско становништво старосног доба од 5 и више година, резидентно у ентитету у јуну 2005. године | 336438   |
| 55  | Становништво од 5 година и више које је живело у другом ентитету у јуну 2005. године             | 15810    |
| 56  | Мушко становништво старије од 5 година које је живело у другом ентитету у јуну 2005. године      | 6731     |
| 57  | Женско становништво старије од 5 година које је живело у другом ентитету у јуну 2005. године     | 9079     |
| 58  | Становништво од 3 године и више које говори аутохтони језик                                      | 8575     |
| 59  | Мушко становништво старо 3 године и више које говори аутохтони језик                             | 3606     |
| 60  | Женско становништво старо 3 године и више које говори аутохтони језик                            | 4969     |
| 61  | Становништво од 3 године и више које говори аутохтони језик и не говори шпански језик            | 34       |
| 62  | Мушко становништво старо 3 године и више које говори аутохтони језик и не говори шпански         | 8        |
| 63  | Женско становништво старо 3 године и више које говори аутохтони језик и не говори шпански језик  | 26       |
| 64  | Становништво старо 3 године и више које говори аутохтони језик и шпански                         | 6854     |
| 65  | Мушко становништво старо 3 године и више које говори аутохтони језик и шпански                   | 2811     |
| 66  | Женско становништво старо 3 године и више које говори аутохтони језик и шпански                  | 4043     |
| 67  | Становништво од 5 година и више које говори аутохтони језик                                      | 8528     |
| 68  | Становништво од 5 година и више које говори аутохтони језик и не говори шпански језик            | 34       |
| 69  | Становништво од 5 година и више које говори аутохтони језик и говори шпански језик               | 6842     |
| 70  | Становништво у домородачким домаћинствима                                                        | 17118    |
| 71  | Становништво са ограничењима у активностима                                                      | 28232    |
| 72  | Становништво са ограниченим ходањем или кретањем, горе или доле                                  | 15266    |
| 73  | Становници са ограничењима вида, чак и уз кориштење сочива                                       | 7805     |
| 74  | Становништво са ограничењима говора, комуникације или конверзације                               | 2102     |
| 75  | Становништво са ограниченим слухом                                                               | 3237     |
| 76  | Становништво са ограничењима при одевању, купању или јелу                                        | 1527     |
| 77  | Становништво са ограничењима у опажању или учењу једноставних ствари                             | 1286     |
| 78  | Становништво са менталним ограничењима                                                           | 3062     |
| 79  | Становништво без ограничења активности                                                           | 681351   |
| 80  | Становништво од 3 до 5 година које не похађа школу                                               | 10579    |
| 81  | Мушко становништво од 3 до 5 година које не похађа школу                                         | 5440     |
| 82  | Женско становништво од 3 до 5 година које не похађа школу                                        | 5139     |
| 83  | Становништво од 6 до 11 година које не похађа школу                                              | 1600     |
| 84  | Мушко становништво од 6 до 11 година које не похађа школу                                        | 820      |
| 85  | Женско становништво од 6 до 11 година које не похађа школу                                       | 780      |
| 86  | Становништво од 12 до 14 година које не похађа школу                                             | 1540     |
| 87  | Мушко становништво од 12 до 14 година које не похађа школу                                       | 870      |
| 88  | Женско становништво од 12 до 14 година које не похађа школу                                      | 670      |
| 89  | Становништво од 15 до 17 година похађа школу                                                     | 27114    |
| 90  | Мушко становништво од 15 до 17 година похађа школу                                               | 13476    |
| 91  | Женско становништво између 15 и 17 година живота у школи                                         | 13638    |
| 92  | Становништво од 18 до 24 године похађа школу                                                     | 34746    |
| 93  | Мушко становништво од 18 до 24 године похађа школу                                               | 17338    |
| 94  | Женско становништво од 18 до 24 године похађа школу                                              | 17408    |
| 95  | Становништво од 8 до 14 година које не може да чита и пише                                       | 855      |
| 96  | Мушко становништво старосног доба од 8 до 14 година које не може да чита и пише                  | 489      |
| 97  | Женско становништво старосног доби од 8 до 14 година које не може да чита и пише                 | 366      |
| 98  | Становништво од 15 година и више које је неписмено                                               | 11986    |
| 99  | Мушко становништво од 15 година и више које је неписмено                                         | 3331     |
| 100 | Женско становништво од 15 година и више које је неписмено                                        | 8655     |
| 101 | Становништво старо 15 и више година без школовања                                                | 17609    |
| 102 | Мушко становништво старо 15 и више година без школовања                                          | 5661     |
| 103 | Женско становништво старо 15 и више година без школовања                                         | 11948    |
| 104 | Становништво старосног доба 15 и више година са непотпуним основним образовањем                  | 34838    |
| 105 | Мушко становништво старосног доба од 15 година и више са непотпуном основним образовањем         | 13926    |
| 106 | Женско становништво старосног доба 15 и више година са непотпуном основним образовањем           | 20912    |
| 107 | Становништво старо 15 и више година са комплетним основним образовањем                           | 67285    |
| 108 | Мушко становништво старо 15 година и више са комплетним основним образовањем                     | 28782    |
| 109 | Женско становништво старо 15 и више година са комплетним основним образовањем                    | 38503    |
| 110 | Становништво старосног доба 15 и више година са непотпуним средњим образовањем                   | 26384    |
| 111 | Мушко становништво старосног доба од 15 година и више са непотпуним средњим образовањем          | 14551    |
| 112 | Женско становништво старосног доба од 15 година и више са непотпуним средњим образовањем         | 11833    |
| 113 | Становништво старо 15 и више година са пуним секундарном образовањем                             | 117418   |
| 114 | Мушко становништво старосног доба од 15 година и више са пуним секундарном образовањем           | 57903    |
| 115 | Женско становништво старосног доба од 15 година и више са пуним секундарном образовањем          | 59515    |
| 116 | Становништво старије од 18 година са постосновним образовањем                                    | 267788   |
| 117 | Мушко становништво старије од 18 година са постосновним образовањем                              | 128386   |
| 118 | Женско становништво старије од 18 година са постосновним образовањем                             | 139402   |
| 119 | Просечна оцена школовања                                                                         | 10.38    |
| 120 | Просечан ниво образовања мушке популације                                                        | 10.66    |
| 121 | Просечан ниво образовања женског становништва                                                    | 10.13    |
| 122 | Економски активно становништво                                                                   | 342414   |
| 123 | Економски активна мушка популација                                                               | 200547   |
| 124 | Економски активна женска популација                                                              | 141867   |
| 125 | Становништво које није економски активно                                                         | 240173   |
| 126 | Мушко становништво које није економски активно                                                   | 72428    |
| 127 | Женско становништво које није економски активно                                                  | 167745   |
| 128 | Запослено становништво                                                                           | 327230   |
| 129 | Запослено мушко становништво                                                                     | 190019   |
| 130 | Запослено женско становништво                                                                    | 137211   |
| 131 | Незапослена популација                                                                           | 15184    |
| 132 | Незапослена мушка популација                                                                     | 10528    |
| 133 | Незапослена женска популација                                                                    | 4656     |
| 134 | Становништво без права на здравствене услуге                                                     | 218334   |
| 135 | Становништво које има право на здравствене услуге                                                | 494813   |
| 136 | Становништво које има право на ИМСС                                                              | 271879   |
| 137 | Становништво које има право на социјално осигурање                                               | 70207    |
| 138 | Становништво које има право на државно социјално осигурање                                       | 555      |
| 139 | Становништво које има право на опште осигурање или здравствено осигурање за нову генерацију      | 90319    |
| 140 | Становништво које је било једном или није било у браку током 12 година и више                    | 217455   |
| 141 | Венчано или уједињено становништво од 12 година и више                                           | 297099   |
| 142 | Становништво које је било у браку или уједињено 12 година и више                                 | 68752    |
| 143 | Становништво са католичком религијом                                                             | 621973   |
| 144 | Протестанти, еванђелисти и библијски следбеници различити од еванђелиста                         | 37571    |
| 145 | Становништво са другим религијама различитим од претходних                                       | 1995     |
| 146 | Становништво без религије                                                                        | 32541    |
| 147 | Укупно пописаних домаћинства                                                                     | 194919   |
| 148 | Пописна домаћинства на челу са мушкарцима                                                        | 137646   |
| 149 | Пописна домаћинства на челу са женама                                                            | 57273    |
| 150 | Становништво у пописним домаћинствима                                                            | 716895   |
| 151 | Становништво у пописним домаћинствима на челу са мушкарцима                                      | 535319   |
| 152 | Становништво у пописним домаћинствима на челу са женама                                          | 181576   |
| 153 | Укупно домаћинстава                                                                              | 214744   |
| 154 | Укупно насељених домаћинстава                                                                    | 197926   |
| 155 | Укупно приватних кућа                                                                            | 211737   |
| 156 | Насељени приватни домови                                                                         | 194919   |
| 157 | Укупно насељених приватних кућа                                                                  | 197873   |
| 158 | Ненасељене приватне куће                                                                         | 12691    |
| 159 | Појединачна домаћинства за привремену употребу                                                   | 4127     |
| 160 | Становници у насељеним приватним кућама                                                          | 716895   |
| 161 | Насељеност станара у приватним становима                                                         | 3.68     |
| 162 | Просечно становника по соби у приватним насељеним домаћинствима                                  | 0.87     |
| 163 | Појединачна домаћинства са подовима од различитих материјала од земље                            | 189804   |
| 164 | Појединачна домаћинства у приземљу                                                               | 2250     |
| 165 | Појединачна домаћинства са једном спаваћом собом                                                 | 63216    |
| 166 | Појединачна домаћинства са две спаваће собе и више                                               | 129993   |
| 167 | Појединачна домаћинства са једним собом                                                          | 11261    |
| 168 | Појединачна домаћинства са две собе                                                              | 26791    |
| 169 | Појединачна домаћинства са 3 собе и више                                                         | 154787   |
| 170 | Појединачна домаћинства која имају електрично светло                                             | 193349   |
| 171 | Појединачна домаћинства која немају електрично светло                                            | 98       |
| 172 | Појединачна домаћинства која имају водоводну воду у стамбеном простору                           | 190410   |
| 173 | Појединачна домаћинства која немају водоводну воду у стамбеном простору                          | 2415     |
| 174 | Појединачна домаћинства која имају тоалет                                                        | 192267   |
| 175 | Појединачна домаћинства која имају канализацију                                                  | 192384   |
| 176 | Појединачна домаћинства која немају канализацију                                                 | 211      |
| 177 | Појединачна домаћинства која имају електрично светло, довод воде из јавне мреже и канализацију   | 189641   |
| 178 | Појединачна домаћинства без икаквих услова                                                       | 388      |
| 179 | Појединачна домаћинства која имају радио                                                         | 181729   |
| 180 | Појединачна домаћинства која имају телевизор                                                     | 190690   |
| 181 | Појединачна домаћинства која имају фрижидер                                                      | 178043   |
| 182 | Појединачна домаћинства која имају машину за веш                                                 | 155705   |
| 183 | Појединачна домаћинства која имају аутомобил или комби                                           | 95636    |
| 184 | Појединачна домаћинства која имају рачунар                                                       | 99625    |
| 185 | Појединачна домаћинства која имају фиксну телефонску линију                                      | 142854   |
| 186 | Појединачна домаћинства која имају мобилни телефон                                               | 152508   |
| 187 | Појединачна домаћинства која имају приступ интернету                                             | 82006    |